# 糙鱗條鰨
糙鱗條鰨為輻鰭魚綱鰈形目鰨亞目鰨科的其中一種，為亞熱帶海水魚，分布於西南太平洋澳洲昆士蘭至巴斯海峽海域，棲息深度20-60公尺，體長可達20公分，棲息在沿岸底層水域，生活習性不明。

## 扩展阅读
維基物種上的相關：糙鱗條鰨